# Deutsche Psychoanalytische Gesellschaft
Die Deutsche Psychoanalytische Gesellschaft (DPG) e. V. ist eine 1910 gegründete wissenschaftliche Fachgesellschaft mit Sitz in Berlin, die sich der Ausbildung und Forschung der von Sigmund Freud begründeten Psychoanalyse widmet. Sie hatte bei Gründung maßgeblichen Anteil an der Entwicklung der Psychoanalytiker-Bewegung in Deutschland.

## Aufgaben
Die DPG sieht sich „in besondere[r] Verantwortung für die Zukunft der Psychoanalyse in Deutschland“, die „aus der Auseinandersetzung“ mit ihrer Geschichte folge.

„Die Deutsche Psychoanalytische Gesellschaft (DPG) ist eine wissenschaftliche Fachgesellschaft. Sie vereinigt Psychoanalytiker, die eine von ihr anerkannte analytische Ausbildung absolviert haben. Ihre Aufgaben sind die Pflege, Weiterentwicklung und Verbreitung der von Sigmund Freud begründeten und seither weiter entwickelten Psychoanalyse in Forschung, Lehre, Therapie, Prävention und in allen anderen Anwendungen.“

Ihre Aufgabe sieht die DPG in der Unterstützung ihrer Mitglieder, „psychoanalytische Haltung und Kompetenz zu bewahren und weiter zu entwickeln“, aber auch „Standards zu schaffen und deren Verwirklichung in Theorie und Praxis zu sichern“. Daneben sorge sie dafür, ihre Mitglieder „umfassend über die Psychoanalyse und ihre Weiterentwicklungen“ zu informieren. Um das zu gewährleisten, veranstaltet sie wissenschaftliche Jahrestagungen, die öffentlich zugänglich sind. Die Medien berichten darüber. Oft können die dort gehaltenen Vorträge später in einem Tagungsband nachgelesen werden. Daneben gibt es „interne Fachtagungen“ und in ihren Ausbildungsinstituten darüber hinaus eigene wissenschaftliche Sitzungen vor Ort. Sogenannte kasuistisch-technische Konferenzen sind ausschließlich den Mitgliedern vorbehalten und finden in unterschiedlichen Settings statt. Dafür werden in der Regel als Supervisoren sehr erfahrener Psychoanalytiker engagiert, die oft aus anderen Ländern kommen und auch aus Vertretern anderer, als der eigenen Schule ausgewählt werden. Diese Fallseminare sollen konkrete behandlungstechnische Probleme im Detail reflektieren. Langjährig ist die DPG von Anne-Marie Sandler nicht nur, aber auch mit kasuistisch-technische Konferenzen begleitet worden.
Einen weiteren Aufgabenschwerpunkt bildet die mindestens 5-jährige „psychoanalytische Ausbildung“ von Ärzten und Psychologen „an den regionalen Instituten der DPG nach den Ausbildungsrichtlinien der Gesellschaft.“ Sie verpflichtet ihre Mitglieder, „professionelle Regeln und ethische Standards einzuhalten“.
Schließlich hat es sich die DPG zur Aufgabe gemacht, Preise zu vergeben, um ihre Weiterbildungsteilnehmer anzuregen, ihre Leistungen zu verbessern.

## Organisation
Neben Fachgremien gliedert sich die DPG in 19 lokale bzw. regionale Arbeitsgruppen.
Psychoanalytische Literatur und Veröffentlichungen ihrer Mitglieder werden über die eigene Literaturdatenbank der DPG erschlossen.

## Geschichte

### 1908–1925
Die Gesellschaft entstand aus einem 1908 von Karl Abraham gegründeten Arbeitskreis. Das erste Treffen fand am 27. August 1908 in Berlin statt, monatlich wechselnd in den Wohnungen der Mitglieder.
Sie wurde offiziell im März 1910 mit Abraham als ersten Vorsitzenden als „Berliner Psychoanalytische Vereinigung“ (BPV) errichtet, zugleich als „Ortsgruppe Berlin“ der ebenfalls 1910 gegründeten Internationalen Psychoanalytischen Vereinigung (IPV). Teilnehmer waren Abraham, Max Eitingon, Magnus Hirschfeld, Otto Juliusburger, Heinrich Koerber, Iwan Bloch, Jaroslaw Marcinowski, Simon (Bayreuth), Anna Stegmann, W. Strohmayer (Jena), W. Warda (Blankenburg).
Weitere Ortsgruppen hatten sich gebildet in Wien mit Sigmund Freud und Alfred Adler sowie in Zürich mit Ludwig Binswanger und Carl Gustav Jung. Vereinsberichte erschienen in dem gemeinsamen Correspondenzblatt der Internationalen Psychoanalytischen Vereinigung. Ende 1911 hatte die BPV 11 Mitglieder, darunter die ersten drei ausgebildeten Psychoanalytikerinnen Karen Horney, Tatlana Rosenthal und Margarete Stegmann.
Während des Ersten Weltkrieges waren die Mitglieder auch eingebunden in die Erforschung und Behandlung von Kriegsneurosen, heute als Posttraumatische Belastungsstörung bezeichnet. 1919 wurde der Internationale Psychoanalytische Verlag gegründet, der dem BPV auch als Veröffentlichungsplattform diente. 1920 erfolgte in Berlin die Gründung der Poliklinik für psychoanalytische Behandlung nervöser Krankheiten – die zweite ihrer Art –, und am 16. Februar 1920 eröffnet. Karl Abraham und Max Eitingon gründeten 1920 das Berliner Psychoanalytische Institut (BPI). Ein weiterer wichtiger Schritt erfolgte durch die von einem Unterrichtsausschuss 1923 festgelegten „Richtlinien für die Unterrichts- und Ausbildungstätigkeit“.

### 1926–1945

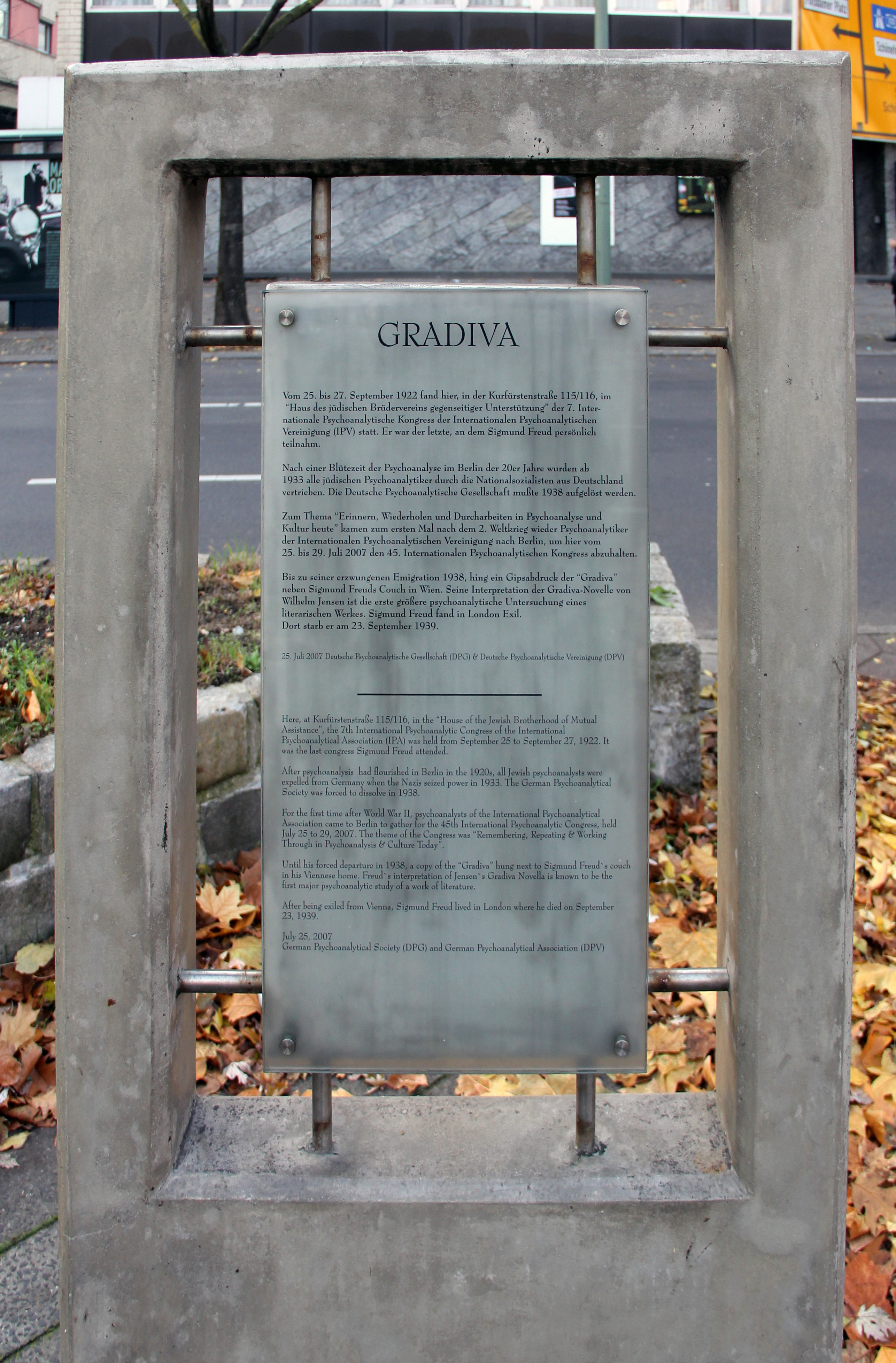
Gedenktafel, Kurfürstenstraße 116, in Berlin-Schöneberg

Den Namen Deutsche Psychoanalytische Gesellschaft (DPG) nahm die BPV erst 1926 an, nachdem Ernst Simmel nach dem Tode Abrahams den Vorsitz übernommen hatte. Im Zuge der Nazifizierung Deutschlands mussten jüdische Analytiker Deutschland verlassen, davon gelang 74 Mitgliedern die Ausreise, einige kamen in den Konzentrationslagern um.
Bei der Bücherverbrennung 1933 gingen auch die Werke Sigmund Freuds in Flammen auf. Die DPG bestand bis 1938 weiter, die Mitglieder wurden in das März 1936 errichtete Deutsche Institut für psychologische Forschung und Psychotherapie, unter der Leitung von Matthias Heinrich Göring („Göring-Institut“), aufgenommen. 1938 löste sich die DPG selbst auf und schied damit freiwillig aus der Internationalen Psychoanalytischen Vereinigung aus.
Einige verbliebene Mitglieder zeigten eine ideologische Konformität in Hinblick auf die „Neue Deutsche Seelenkunde“. Es war das Bestreben von Harald Schultz-Hencke die Unterschiede, die sich bei Freudianer, Adlerianer, Jungianern und weiterer Lehrmeinungen, gebildet hatten, sich wieder näher kommen zu lassen. In dieser Zeit entwickelte er auch seine Neopsychoanalyse (Neoanalyse), die allerdings von Freud abgelehnt wurde. Am Deutschen Institut waren auch Felix Boehm und Carl Müller-Braunschweig beschäftigt.

### Seit 1945
Die DPG wurde am 16. Oktober 1945 als „Berliner Psychoanalytische Gesellschaft“ unter dem Vorsitz von Carl Müller-Braunschweig und seinem Vertreter Felix Boehm (mit Werner Kemper als drittem, gewähltem Vorstandsmitglied) wieder begründet und hat ihren Sitz in Berlin. Erst 1950 ließen die Alliierten den ursprünglichen Namen Deutsche Psychoanalytische Gesellschaft wieder zu. In dieser Gesellschaft entstanden schwere Auseinandersetzungen zwischen der Gruppe um Müller-Braunschweig und der neoanalytischen Gruppe um Schultz-Hencke.
1951 spaltete sich die Deutsche Psychoanalytische Vereinigung (DPV) unter Carl Müller-Braunschweig von der DPG ab.
In den nächsten Jahrzehnten erfolgte eine Aufarbeitung der Zeit ab 1933. Diese Aufarbeitung war notwendig, da auch die persönliche Integrität von Mitgliedern angezweifelt wurde.
Die Gesellschaft war zwar Nachfolger der ersten Zweigvereinigung der 1910 gegründeten Internationalen Psychoanalytischen Vereinigung (IPV), auf dem ersten internationalen Nachkriegskongress der IPV 1949 in Zürich wurde die DPG jedoch nur vorläufig wieder aufgenommen. Auf dem internationalen Kongress der IPV 2001 in Nizza wurde sie „Executive Council Provisional Society“ und seit dem Kongress 2009 in Chicago ist sie wieder Zweiggesellschaft der Internationalen Psychoanalytischen Vereinigung.
Die psychoanalytischen Positionierungen wurden 1975 auf einer Jubiläumstagung der DPG behandelt.

## Vorsitzende der DPG
- 1910–1925: Karl Abraham
- 1925–1930: Ernst Simmel
- 1930–1933: Max Eitingon
- 1933–1938: Felix Boehm, Carl Müller-Braunschweig, Werner Kemper ab 1935
- 1946–1950: Carl Müller-Braunschweig
- 1950–1958: Felix Boehm
- 1958–1970: Werner Schwidder
- 1971–1975: Annemarie Dührssen
- 1975–1981: Wolfgang Zander
- 1981–1987: Friedrich Beese
- 1987–1995: Michael Ermann
- 1995–2001: Jürgen Körner
- 2001–2011: Franz Wellendorf
- 2011–2017: Ingo Focke
- seit 2017: Klaus Grabska

## Ausbildungsinstitute der DPG
- Institut für Psychoanalyse und Psychotherapie Siegen-Wittgenstein, Bad Berleburg
- Institut für Psychoanalyse, Psychotherapie und Psychosomatik Berlin (IPB), Weiterbildungsstätte der DPG
- Psychoanalytisches Institut Berlin (PaIB)/Fachrichtung Psychoanalyse am Institut für Psychotherapie Berlin (IfP)
- DPG-Institut am BIPP (Berlin)
- Institut für Psychoanalyse und Psychotherapie Ostwestfalen, Halle/Westfalen
- Institut für Psychoanalyse Frankfurt am Main
- Institut für Psychoanalyse und Psychotherapie Freiburg, Freiburg im Breisgau
- Lou Andreas-Salomé Institut für Psychoanalyse und Psychotherapie Göttingen
- Institut für Psychoanalyse und Psychotherapie Hamburg
- Lehrinstitut für Psychoanalyse und Psychotherapie Hannover
- Institut für Psychoanalyse Heidelberg
- Institut für Psychoanalyse und Psychotherapie Kassel
- Institut für Psychoanalyse und Psychotherapie Magdeburg e. V.
- Institut für Psychoanalyse Nürnberg
- Saarländisches Institut für Psychoanalyse und Psychotherapie, Saarbrücken
- Institut für Psychoanalyse Stuttgart